# Reinhard Hoeps
Reinhard Hoeps (* 27. Juni 1954 in Odenkirchen) ist ein deutscher römisch-katholischer Theologe.

## Leben
Von 1974 bis 1983 studierte er katholische Theologie, Philosophie und Kunstgeschichte an den Universitäten Bonn und Bochum (Studienabschlüsse: 1979 Diplom in katholischer Theologie, 1980 1. Staatsexamen (Sek. Ⅱ) in katholischer Religionslehre und Philosophie, 1983 Promotion an der Katholisch-Theologischen Fakultät der Universität Bonn und 1988 Habilitation an der Katholisch-Theologischen Fakultät der Universität Bonn und der venia legendi für Dogmatik und Religionsphilosophie). Seine Antrittsvorlesung an der Universität Bonn hielt er am 14. Dezember 1988. Von 1983 bis 1988 war er wissenschaftlicher Mitarbeiter am Seminar für Theologie und ihre Didaktik an der Erziehungswissenschaftlichen Fakultät der Universität zu Köln und Mitarbeiter beim Forschungsprojekt Theologische Theorie der Bildenden Kunst im 19./20. Jahrhundert (gefördert von der Volkswagenstiftung). Von 1989 bis 1993 war er Oberassistent am Seminar für Theologie und ihre Didaktik der Erziehungswissenschaftlichen Fakultät der Universität zu Köln. Von 1993 bis Oktober 2020 lehrte er als Universitätsprofessor für Katholische Theologie und ihre Didaktik (Schwerpunkt: Systematische Theologie) am Institut für Lehrerausbildung der Katholisch-Theologischen Fakultät der Universität Münster.  Zusammen mit Alex Stock von der Universität Köln begründete Reinhard Hoeps die wissenschaftliche Reihe „IKON. Bild +Theologie“ (Schoening-Verlag). 1998 gründete er die Arbeitsstelle für christliche Bildtheorie, theologische Ästhetik und Bilddidaktik an der Katholisch-Theologischen Fakultät in Münster. Bis 2012 war er Vorsitzender des Universitätsausschusses für Kunst und Kultur der WWU. Von 2009 bis 2015 war er Studienbeauftragter und Studiendekan des Fachbereichs 02. Von 2007 bis 2015 war er Vorsitzender des Lenkungsausschusses des Prüfungsamtes I der WWU.
Hoeps koordinierte den Masterstudiengang "Christentum in Kultur und Gesellschaft" an der Katholisch Theologischen-Fakultät der Universität Münster. 
Seine Forschungsschwerpunkte sind christliche Bildtheorie, theologische Ästhetik und Bilddidaktik und Schöpfungstheologie und Naturwissenschaft.

## Schriften
- Bildsinn und religiöse Erfahrung. Hermeneutische Grundlagen für einen Weg der Theologie zum Verständnis gegenstandsloser Malerei (= Disputationes theologicae. Band 16). Lang, Frankfurt am Main/Bern/New York 1984, ISBN 3-8204-5161-7 (zugleich Dissertation, Bonn 1983).
- Das Gefühl des Erhabenen und die Herrlichkeit Gottes. Studien zur Beziehung von philosophischer und theologischer Ästhetik (= Bonner dogmatische Studien. Band 5). Echter, Würzburg 1989, ISBN 3-429-01246-5 (zugleich Habilitationsschrift, Bonn 1989).
- Tierbuch. 20 Linolschnitte von Frank Herzog mit 20 Texten von Reinhard Hoeps. Odeon, Köln 1993, ISBN 3-928989-04-9.
- Aus dem Schatten des goldenen Kalbes. Skulptur in theologischer Perspektive (= Ikon Bild + Theologie.) Schöningh, Paderborn/München/Wien/Zürich 1999, ISBN 3-506-73781-3.